# Royaume de Gelgel

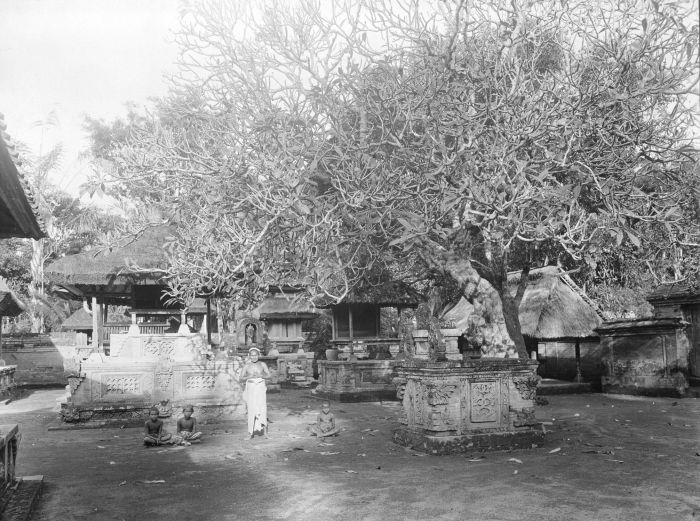
Temple de Gelgel à Klungkung (1915-1925)

Le royaume de Gelgel était, jusqu'au XVIIe siècle, le plus puissant des États de l'île indonésienne de Bali. Son âge d'or se situe au XVIe siècle, alors qu'il domine des territoires allant de la principauté de Blambangan à l'extrémité orientale de Java aux îles de Lombok et Sumbawa.
L'autorité de Gelgel s'écroule vers 1650, et Bali devient un ensemble de royaumes qui se font la guerre. La lignée de Gelgel se perpétue néanmoins dans le royaume de Klungkung, auquel les autres royaumes de Bali continueront de reconnaître une préséance.